# Porphyrocrinus incrassatus
Porphyrocrinus incrassatus is een haarster uit de familie Phrynocrinidae.
De wetenschappelijke naam van de soort werd in 1933 gepubliceerd door Torsten Gislén.